# Nyamata
Nyamata es una localidad situada en el sureste de Ruanda.

## Ubicación
Nyamata se encuentra en el Distrito de Bugesera (Provincia Oriental), al sur de Kigali, la capital del país, estando a 30 km por carretera de esta. Las coordenadas de la localidad son: 02 12 18S, 30 08 42E (Latitud:-2.2050; Longitud:30.1450).

## Historia
Se desconoce en detalle su primera época, pero habría aparecido antes de 1900. En 1900, sin embargo, se produjo un enfrentamiento armado entre el Reino de Ruanda-Rwagasabo, dirigido por el rey Cyirima, y el Reino de Bugesera, liderado por el rey Nsoro. Bugesera ganó la guerra, Nsoro capturó a Cyirima pero no lo  ejecutó, ni ocupó los territorios del reino contendiente. Tras la muerte del rey Nsoro, su hijo Ruganzu Ndori se convirtió en el nuevo rey. La línea sucesoria quedó suspendida tras la muerte de Ruganzu Ndori en 1962 y la transformación de Ruanda en una república.

## Desarrollo
Se ha planeado la construcción de un nuevo aeropuerto internacional, el Bugesera International Airport, entre 2011 y 2015. En la localidad se encuentra también el Nyamata Genocide Memorial. El memorial contiene los restos de cerca de 45.000 víctimas del genocidio de Ruanda, la mayoría de ellas tutsis.

## Demografía
La población estimada de Nyamata en 2012 era de 34.939 habitantes.

## Lugares de interés
- Nyamata Genocide Memorial
- Nyamata Town Council
- Nyamata Central Market
- Bugesera International Airport - Construcción planeada 2011 - 2015 cerca de la aldea de Rilima
- Bank of Kigali
- Urwego Opportunity Bank